# Томсен, Оливур
О́ливур Рене́сон То́мсен (фар. Olivur Renéson Thomsen; род. 25 октября 2005 года в Твёройри, Фарерские острова) — фарерский футболист, нападающий клуба «ТБ».

## Клубная карьера
Оливур является воспитанником клуба «ТБ» из родного Твёройри. В сезоне-2021 он стал привлекаться к тренировкам и матчам взрослой команды «чёрно-белых». Его дебют за «ТБ» состоялся 30 октября 2021 года в матче фарерской премьер-лиги против «07 Вестур»: нападающий вышел на поле на 56-й минуте вместо Филипа Джорджевича и не отметился результативными действиями. Это была единственная игра Оливура в его первом сезоне на взрослом уровне.

## Международная карьера
В 2019 году Оливур принял участие в 3 встречах за юношескую сборную Фарерских островов до 15 лет. В 2021 году он выступал за команду до 17 лет.

## Статистика выступлений
| Выступление      | Выступление      | Выступление      | Лига | Лига | Кубок | Кубок | Итого | Итого |
| Клуб             | Лига             | Сезон            | Игры | Голы | Игры  | Голы  | Игры  | Голы  |
| ---------------- | ---------------- | ---------------- | ---- | ---- | ----- | ----- | ----- | ----- |
| ТБ Твёройри      | Премьер-лига     | 2021             | 1    | 0    | 0     | 0     | 1     | 0     |
| ТБ Твёройри      | Премьер-лига     | 2022             | 13   | 0    | 2     | 0     | 15    | 0     |
| ТБ Твёройри      | Премьер-лига     | 2023             | 25   | 0    | 1     | 0     | 26    | 0     |
| ТБ Твёройри      | Итого            | Итого            | 39   | 0    | 3     | 0     | 42    | 0     |
| Всего за карьеру | Всего за карьеру | Всего за карьеру | 39   | 0    | 3     | 0     | 42    | 0     |

## Личная жизнь
Старший брат Оливура, Йоухан Томсен, тоже является футболистом. Оливур и Йоухан вместе выступают за «ТБ».